# Colibri à barbe bleue
Espèce
Synonymes
- Oxypogon guerinii cyanolaemus Salvin & Godman, 1880

Statut de conservation UICN

 CR C2a(ii) : 
En danger critique
Le Colibri à barbe bleue  ou colibri à casque bleu (Oxypogon cyanolaemus) est une espèce de colibri endémique des montagnes de Santa Marta, dans le nord-est de la Colombie. Il possède des plumes allongées à gorge bleue pourpre, qui s'assemblent sous la forme d'une barbe et d'une crête blanche proéminente. Le cadre blanc de la face s'étend de l'arrière de la tête, autour des couvre-oreilles et jusqu'au côté de la poitrine.
Il s'agit d'un colibri extrêmement rare qui n'était connu que de 62 spécimens de musée, le dernier ayant été prélevé depuis 1946. Les enquêtes menées entre 1999 et 2003 n'ont pas permis de détecter l'espèce. Une brève enquête menée en février 2007 et en décembre 2011 n'a pas permis de détecter l'espèce, mais les efforts d'enquête n'ont jamais été suffisamment approfondis pour inscrire cette espèce sur la liste des espèces en danger critique d'extinction (possiblement éteintes). En mars 2015, des chercheurs de la fondation ProAves ont redécouvert le colibri à barbe bleue en documentant les feux allumés par les agriculteurs locaux qui menacent aujourd'hui l'espèce

## Taxinomie
Oxypogon guerinii cyanolaemus a été élevée au rang d'espèce à la suite des travaux de Collar et Salaman en 2013.